# 法の書 (映画)

『法の書』（ほうのしょ、フランス語: Livre de loi、ペルシア語: کتاب قانون, ラテン文字転写: Ketāb-e Ghānūn）は、2009年に公開された94分のイラン映画である。監督はマズィヤール・ミーリー。主演はパルヴィーズ・パラストゥーイ、ダリン・ハムゼ、ネガール・ジャワへリアン。

## ストーリー
国際結婚を通して、文化や宗教の違いを乗り越える術をコメディタッチで描いた傑作。
40歳の独身男ラフマーンは、出張先のベイルートで通訳を務めたフランス人女性ジュリエットと恋に落ち、結婚してイランに連れ帰る。理想の嫁を待ちわびていた母親や姉妹たちは外国人の嫁に何かとつれない。さらに、キリスト教から改宗したジュリエットが、クルアーン片手に講釈するのが彼女らの癪に触ってしまう。そして、宗教に厳格なラフマーンの上司も巻き込み、家族総出で嫁いびり出し作戦を企てる。

## 受賞歴
2009年に東京国際映画祭で最優秀アジア映画賞候補作品としてノミネートされた。